# 앙투안 라 발레
앙투안 라 발레(Antoine La Vallette 1707년10월26일 – 1767년 12월 13일)는 프랑스의 예수회소속 성직자였다. 마르티니크에서 활동하면서 사탕수수 농장 아시엔다를 차려 흑인들을 부려먹고 재산을 축재했다. 라발레트의 마르티니크의 아시엔다가 파산하면서 18세기 프랑스에서 예수회가 추방당한 결과를 초래한 주역이다.

## 생애
라발레트는 1707년 프랑스의 남부 루에르그(Rouergue) 지방에서 태어나
1725년 툴루즈에서 성직자가 되기 위한 견습생 과정(noviciate)을 거쳤다.
프랑스 최고의 명문학교이자 예수회 콜레주를 대표하는 파리의루이-르-그랑(Louis-le-Grand)에서 교사로근무했다.
그는 1740년 33세의 나이에 카리브 해의 윈드워드 섬(Windward Islands)의 예수회 선교단의 책임자로서 파견되었다.
그는 마르티니크의 생-피에르(Saint-Pierre) 지역에 있는 작은 교구에서 선교활동을 시작하였고 불과 4년 만에 교구의 선교단 책임자가 되었다.
그리고 그의 사업 이몰락하기 시작하던 1755년엔 서인도제도의 모든 예수회 교회를 총괄하는 책임을 맡았다.

## 아시엔다 경영
그가 얼마나 넓은 면적에 얼마나 많은 노예 및 노동자들을 수용하고 있었는 지, 해마다 얼마만큼의 이익 또는 손해를 예수회에 안겨 주었는지에 대한 상세한 자료는 거의 남아있지 않다.
예수회는 16세기부터 멕시코를 비롯한 남아메리카와 카리브 해 일대에 아시엔다와 그에 따른 인력, 노예, 가축 등을 확보하고 있었다.
대진대 사학과 정동준 교수의《18세기 중반 프랑스 예수회의 추방 : 라발레트의 파산을 중심으로》라는 논문에 따르면 예수회는 알론소 곤잘레스(Alonso González)라는 상인을 통해 16,800마리의 양을 (1565~1568년) 예수회 대리인(agent)을 통해 구매했다.
또 산타루시아(Santa Lucia)지역의 목초지350km2(1억 평)과 경작지 3642ha(약 1100만 평)도 그를 통하여 구매하였다.
이를 보면 예수회의 아시엔다가 어느정도 규모였는지 짐작할 수 있다.
예수회 선교단은 1587년 이래 멕시코의 테포트조트란(Tepotzotlán), 푸에블라(Puebla), 발라돌리드(Valladolid), 멕시코시티(Mexico City) 등에 대형 콜레주들을 설립하였다.
콜레주들이 세워질 때마다 가톨릭 신자들의 기증을 통하여 또는 예수회 선교단이나 콜레주가 보유한 자금을 통하여 학교 주위에 아시엔다들이 형성되었고, 선교단은 노예를 동원하여 경작을 하거나 가축을 키웠다.
멕시코 뿐 아니라 페루에도 예수회의 아시엔다들이 있었다.
이곳에서도 예수회는 유럽에서의 기부, 증여를 통해 모은 자금으로 더 많은 토지를 구매하였다.
"예수회 콜레주들이 페루의 해안 계곡지대에 있는 토지를 취득한 과정은 뉴스페인(New Spain:지금의 멕시코) 지역, 키토(Quito)의 인터랜딘(Interandine)지역
그리고 아르헨티나의 투구만(Tucumán) 지역에서 토지를 취득한 방법과 여러 면에서 비슷하였다.
뉴 스페인 지역에서 16세기에 예수회가 처음으로 획득한 토지들은 기부나 증여에 의해 확보된 자금으로 구입되었다. 그 이후의 토지 취득이나 추가 취득은 콜레주의 자체적인 자금조달에 의해 이루어졌으며,....."
페루의 예수-마리아 지역(the hacienda of Jesús Maria)엔 작지만(3.24km2, 약103만 평) 기름진 토양과 풍부한 물 때문에 경작에적합하였다. 후아우라(Huaura) 아시엔다는 33.24km2(약1,000만평)로 넓은 편이었다.

## 아시엔다의 노예 운영
라발레트의 아시엔다들은 적어도 수백명의 노예를 운영했을 것으로 추정한다.
당시엔 수백만, 수천만 m2의 아시엔다라 해도 적게는 5~6명, 많게는 수십 명의 노예로 운영하는 경우가 적지 않았다.
하지만 교육 받지 못한 문맹의 아프리카 노예들은 농장 운영에 크게 도움이 되지 않았다. 이에 따라 페이오우니즈(peones)라는 날품팔이 노동자를 적은 돈을 주고 숙식을 제공하여 이들을 주된 노동력으로 삼는 경우가 많았다.
이들 아시엔다의 노동력은 강제노역에 시달리는 흑인 노예들이나 미타요스(mitayos, 강제 노역을하는 원주민), 야나코나스(yanaconas, 선대로부터 자식에게로 계승되는 예속된 직능전문가)들로 구성되었다.
이들 노예들과 원주민들은 예수회 밑에서 짐승처럼 취급받았는데 《신들의 열매, 초콜릿》에서는 이들의 생활을 이렇게 묘사하고 있다.
"수만 명의 원주민들은 교단이 정한 지역으로 강제 이동되어 생활과 노동 모두 통제를 받았다. 이들의 노동으로 얻은 담배, 가죽, 면화로 교단은 어마어마한 경제적 이익을 누렸다. 예수회 신부들은 원주민들의 생활을 대단히 엄격하게 통제 하였는데 심지어 매일 밤 종을 울려 남자들로 하여금 아내들에게 중요한 의무를 수
행해야 할 시간임을 알려 주었다고 한다. 그러나 인간에게 행한 이 ‘파블로브의 개’와 같은 이런 실험이 제대로 기능을 발휘했는 지는 분명하지 않다."

## 라발레트 파산 사건
중남미에서 활동하던 예수회 선교단의 책임자였던 라발레트는 그 곳에서  아프리카에서 잡아온 흑인 노예 노동력을 이용하여 사탕수수를 생산하는 아시엔다를 차려 엄청난 부를 차지했다.
당시 사탕수수는 설탕의 원료로 정제하여 원당을 유럽에 내다 팔면 엄청난 이득을 남길 수 있었다.
라발레트는 이렇게 벌어들인 돈으로 근처의 땅을 조금씩 조금씩 죄다 사들여 농장 규모를 계속해서 넓혀나갔다.
그렇게 아시엔다를 대형화 하기 위해 또 많은 돈이 필요해지자 라발레트는 유럽내 금융가들과 어음거래를 시작했다.
먼저 돈을 빌려 땅을 산 후 설탕 원당을 보내 대금을 갚는 형태로 거래를 한 것이다.
처음에 예수회의 사업은 순조로웠는데 나중에 카리브해의 해적선에 의해 설탕 수송선이 털리면서 사업은 찬바람을 맞게된다.
돈을 갚기로 한날 설탕 수송선이 도착하지 않자 유럽 내 라발레트에게 돈을 빌려준 금융가들이 파산해 버린 것이다.
돈을 받지 못한 이들 금융가들이 프랑스 법원에 예수회 본부를 상대로 소송을 제기했다.
이에 프랑스 의회에서는 실태조사를 벌여 예수회의 불법 사례들을 하나하나 밝혀 내고 예수회 회원의 저서 24권을 압수해 이 조직 자체를 불법으로 공포한다.